# Bato (Camarines Sur)
Bato es un municipio filipino de tercera clase, perteneciente a la provincia de Camarines Sur, en la región de Bicolandia.

## Geografía
El municipio incluye en su término el lago al que da nombre.

## Historia
Hacia mediados del siglo XIX, el lugar tenía contabilizada una población de 2167 habitantes, repartidos en 361 casas. Aparece descrito en el primer volumen del Diccionario geográfico, estadístico, histórico de las Islas Filipinas (1850) de Manuel Buzeta Núñez y Felipe Bravo con las siguientes palabras:

BATO: pueblo con cura y gobernadorcillo, en la isla de Luzon, prov. de Camarines-Sur, dióc. de Nueva-Cáceres, sit. en los 127° 2' long., y los 13° 20' lat., sobre el lago á que da nombre, en su orilla y junto á la boca de un r. que por el O. de la pobl. desagua en este lago; en terreno llano y despejado; disfruta de buena ventilacion, y su clima es templado y saludable. Tiene con sus diferentes barrios como unas 361 casas, en general de sencillísima construccion, distinguiéndose solamente como mas notables la casa parr. y la llamada tribunal; hay cárcel, y escuela de primeras letras dotada de los fondos de comunidad, á la que concurren varios alúmnos; é igl. parr. de buena fábrica, servida por un cura regular. Al lado de esta se halla el cementerio, que es bastante capaz y ventilado. El term. confina por E. con el de Polangui, (cuyo pueblo se halla como á unos 2 y ½ leg.) S. E., y con el de Buji que dist. sobre unas 3 leg. N. E.; por S. con Libon y Bulun, que se hallan debajo del lago; por O. con el mar, aunque se eleva intermedia la cordillera que recorre el litoral de la prov. de Nabua que está 1 leg. En sus montes se cria buena madera de construccion y abundante caza mayor y menor. Su terreno por lo general llano, es sumamente fértil; regándolo los r. que, desprendiéndose de los montes del E. y del N., llevan sus aguas al lago de Bato, y principalmente el r. de Vicol que desagua en el mismo lago á cosa de ¼ leg. escasa de la pobl.: tanto estos r. como el considerable lago á que acuden, son un grande elemento de riqueza para Bato que los utiliza para la agricultura, y por su pesca. Hállase el terr. recorrido por buenos caminos, que conducen á los pueblos inmediatos, los cuales se hallan varios sobre la carretera general de la prov.; lo que facilita á la pobl. el oportuno recibo de la correspondencia semanal de la isla. prod. arroz abundante, abacá, ajonjoli, añil, caña dulce, maiz, cacao, cocos, legumbres, frutas, etc. ind.: el beneficio de los productos naturales, y varios tejidos muy apreciados, como los sinamays y guinaras. comercio: la esportacion del sobrante de sus prodcutos naturales y fabriles, consistiendo especialmente en arroz y telas. pobl. 2,167 alm., 570 ½ trib., que ascienden á 5,705 rs. plata, equivalentes á 14,262 ½ rs. vn.
(Buzeta y Bravo, 1850, p. 371)

En 2020, tenía censados 52 155 habitantes.